# Monifieth
Monifieth est une petite ville et un burgh de la côte est de l'Écosse, attenante à Dundee, dont elle est une banlieue. Bien qu'il n'y ait aucune délimitation physique entre elles, elles appartiennent à des districts différents. Avec ses 10 200 habitants, Monifieth fait partie du district d'Angus.

## Histoire

### Un village d'origine picte
Les premières traces de peuplement remontent au IXe siècle. Des pierres gravées découvertes sur le site de l'église St Rules indiquent qu'il s'agissait d'un centre picte relativement important.
Au début du XVIIIe siècle, les principales industries de la ville étaient le tissage à domicile, l'extraction de pierres de carrière et le début de la production d'huile de lin grâce à un moulin à eau, bâti sur la puissante rivière Dighty, rebaptisée plus tard Milton of Monifieth. Bien que la ville ne possédât pas de port, les caboteurs pouvaient décharger à marée basse à même le sable d'importantes cargaisons, qui étaient ensuite acheminées à destination par des véhicules à cheval.

### La Révolution Industrielle
Jusqu'au XIXe siècle, Monifieth était demeuré un simple village, mais l'expansion de l'industrie locale du jute et la reprise des fonderies entraînèrent un afflux de travailleurs vers la ville. La population de la ville est ainsi passée de 558 en 1861 à 2 134 en 1901 ; Monifieth fut enregistrée en tant que burgh auprès de la Shreiff Court de Forfar dès 1895.
La gare de Monifieth a été mise en service le 6 octobre 1838, et un tramway construit en 1905, assura la liaison avec le centre-ville de Dundee. Ceci a favorisé l'installation à Minifieth de personnes employées à Dundee, ainsi que de nombreux travailleurs employés dans les usines et les moulins, qui faisaient le trajet tous les jours.
Le conseil municipal de Dundee tenta de rattacher administrativement Monifieth à la grande ville, en raison de sa proximité et de son caractère de banlieue prospère en plein développement. Toutefois, l'opposition locale resta forte, culminant avec la signature, en 1913, d'une pétition présentée au Parlement de Londres, demandant, avec succès, que Monifieth restât indépendant de Dundee. Mais, en 1975, après la Loi sur le gouvernement de l'Écosse de 1973, Dundee est devenue responsable du burgh de Monifieth sur le plan administratif.
En 1996, après la nouvelle loi sur le gouvernement local, Monifieth a été incluse dans le district d'Angus, après avoir fait partie pendant 21 ans du district de Dundee dans l'ancien comté de Tayside.

### Monifieth aujourd'hui
On trouve à Monifieth un supermarché Tesco, plusieurs « Chambre d'hôtes » et trois maisons de retraite. La ville se targue de posséder un des meilleurs parcours de golf en bordure de mer de la région. Il est utilisé pour les qualifications à l'Open Championship britannique, lorsque celui-ci se déroule sur le parcours de golf de Carnoustie proche.
La maison des jeunes accueille un orchestre local très dynamique. 2006 a vu la construction de nouveaux logements au nord de la ville, en partie grâce à la transformation de l'A92 en route express à quatre voies, offrant un accès plus commode à Dundee et à Angus. Le front de mer a aussi été redynamisé par la création d'un parc pour enfants et d'une piste de skateboard.
Les dunes de sable, qui étaient l'une des caractéristiques de la ville jusqu'aux années 1980, ont aujourd'hui disparu en raison de l'érosion, malgré les efforts réalisés pour les préserver.

## Éducation
Monifieth possède deux écoles primaires (Grange et Seaview) et une école secondaire, Monifieth High School.